# リバーミード行動記憶検査
リバーミード行動記憶検査（リバーミードこうどうきおくけんさ、Rivermead Behavioural Memory Test、RBMT）は、記憶障害の診断に1985年にen:Barbara Wilsonらにより開発された。名称は、イギリス・オックスフォード大学のリバーミードリハビリテーションセンターで開発されたことによる。1999年に拡張版、2003年に第2版が発売され、現在の最新版は2008年発売の第3版（Third Edition）。

## 概要
検査時間は30分程度。従来の検査と比較して、より日常生活に近い状況をシミュレートして日常記憶の診断ができることが特徴である。医師の診断のみならず、臨床心理士、作業療法士、言語聴覚士、理学療法士などの専門職を援助できる内容になっている。

## 質問内容
1. 姓名の記憶
  - 顔写真を2枚見せ、それぞれ姓名を記憶させる。時間を置いてから顔写真のみで姓名を答えさせる。
2. 持ち物の記憶
  - 被験者の持ち物を一つ（または二つ）預り、隠す。他の検査終了後に思い出させて返却を要求させる。
3. 約束の記憶
  - 最初に約束事と答えを決める。20分後にアラームが鳴るようにセットし、鳴ったら決められた質問をする。
4. 絵の記憶
  - 絵を見せ、時間を置いてから内容を質問する。
5. 物語の記憶
  - 短い物語を聞かせ、直後と時間経過後に2回物語の内容を再生させる。
6. 顔写真の記憶
  - 顔写真を見せ、あとからどれが正しい顔写真か答えさせる。
7. 道順の記憶
  - 部屋の中で施験者が道順をたどって見せ、時間を置いて被験者が正しい道順をたどれるかを見る。
8. 用件の記憶
  - 7.の途中で、他の用事を直後と時間を置いて2回行わせる。
9. 見当識
  - 日付、場所、知事名を質問する。

## 診断
スクリーニング点(SS、最高12点)と標準プロフィール点(SPS、最高24点)で診断する。スクリーニング点は記憶障害全般、標準プロフィール点は日常生活における障害の度合いを見る。下記が診断の目安だが、年齢毎のカットオフ値（病態識別値）が設定されており、高齢者ではボーダーラインが低くなる。

### 標準プロフィール点
- 0 - 9点　重度記憶障害。自立困難、介助者必須
  - 0 - 6点　病院や自宅でも迷う危険性がある。
  - 7 - 9点　慣れれば院内で迷うことはなくなる。

- 10 - 16点　中等度記憶障害
  - 11 - 14点　病識はあるが記憶にムラがあるため自己認識が不十分であり、家族やグループでのフォローが適当。
  - 15点　一人での通院・通学が可能になる。
  - 16 - 17点　みずからノートを見返し、指摘されたことを積み重ねて記憶することが容易になる。

- 17 - 21点　ボーダーライン/軽度記憶障害
  - 17点　一人で計画的に買い物できる。
  - 18点　復職を検討する。

- 22 - 24点　正常

### カットオフ値
- 39歳以下
  - SS7/8、SPS19/20
- 40 - 59歳
  - SS7/8、SPS16/17
- 60歳以上
  - SS5/6、SPS15/16